# Юзеф Гославски
Ю̀зеф Ян Госла̀вски (на полски: Józef Jan Gosławski) е полски скулптор.

## Биография
Роден е на 24 април 1908 г. в село Полянувка в близост до Люблин.
Умира на 23 януари 1963 г. във Варшава.

## Творчество
Юзеф Гославски е създател на изображения на медали и монети (например 5 злоти с изображението на рибар), паметници (например паметникът на Фредерик Шопен в Желязова Воля) и медали (например Година 1939).

## Награди
Лауреат е на много артистични конкурси. Отличен със Сребърен кръст за заслуги.

## Творби
- Карикатура на Махатма Ганди (1932)
- Паметник на маршал Юзеф Пилсудски (Турек, проект от 1936)
- Скулптурна група Музика (Варшава, 1952)
- Паметник на Фредерик Шопен (Желязова Воля, 1955/1969)
- Паметник на Адам Мицкевич (Гожов Великополски, 1956)
- Паметник Никога вече война (Любон, (1956)
- Медал в чест на XV-годишнината на Полската народна армия (1958)
- Медал Lidzbark Warmiński – miasto mężów znakomitych (1958)
- Лицева страна на медал в памет на Людвик Заменхоф (1959)